# Giuseppe Cimato

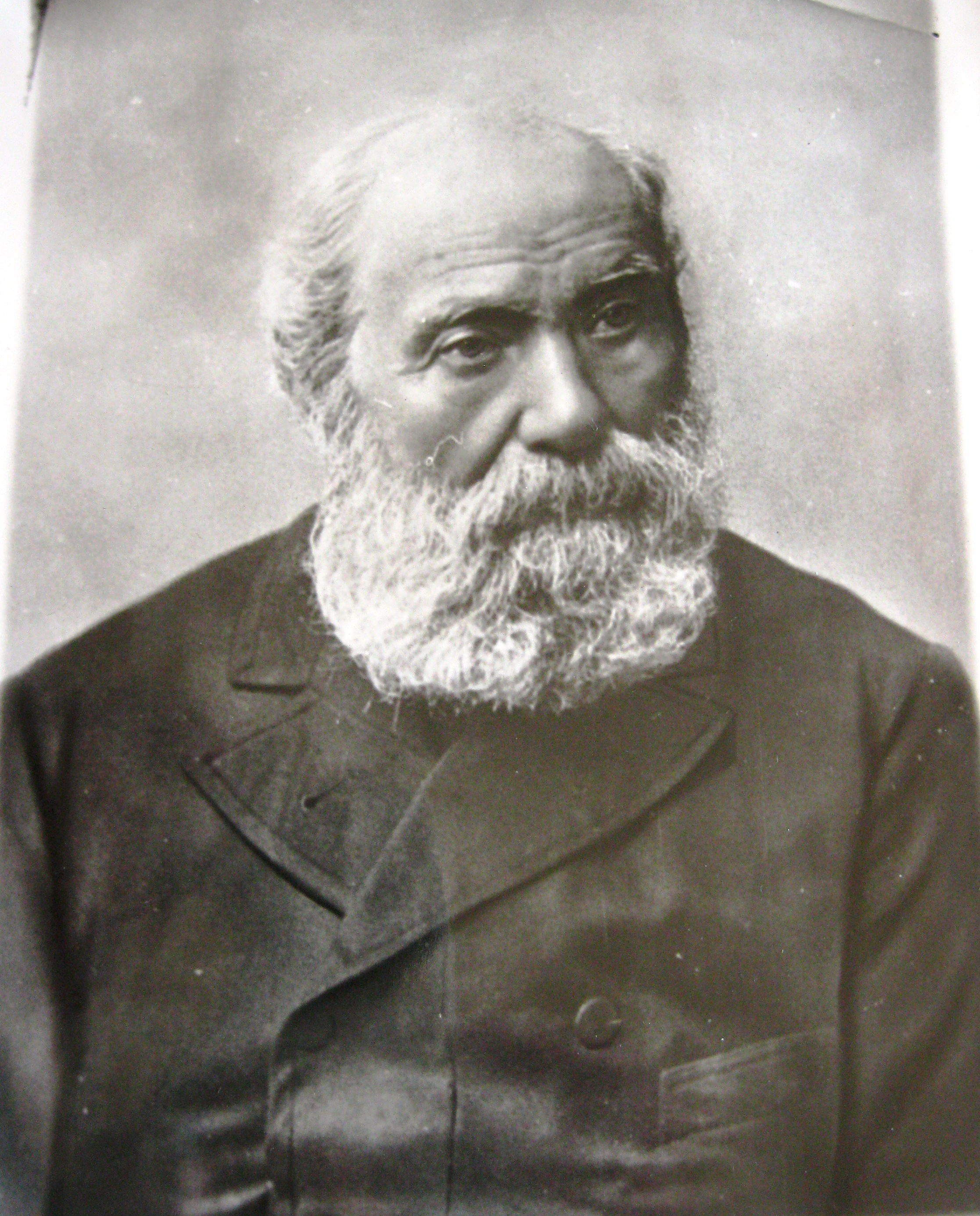
Giuseppe Cimato

Giuseppe Cimato (Gallico, 14 dicembre 1812 – Siderno, 9 agosto 1897) è stato un patriota italiano.

## Biografia
Giuseppe Francesco Cimato era figlio di Paolo, armatore e capitano marittimo e di Maria Crupi, settimo di undici figli.
I Cimato erano originari di Messina dove abitavano nel borgo marinaro del Ringo, fuori ma nei pressi delle mura della città. Essi alla fine del ‘600, attratti dall’opportunità offerta dall’apertura di uno scalo commerciale nella Marina di Gallico, voluta dal Principe di Roccella, al quale apparteneva il feudo di Sambatello, si erano ivi stabiliti insieme con altre famiglie messinesi.
Paolo Cimato, nonno di Giuseppe, aveva sposato nel 1750 Teresa Gaetano, appartenente anch’essa a una famiglia di padroni di barche; i Cimato si erano radicati nel territorio, avevano sviluppato un’attività commerciale marittima molto intensa e redditizia, Paolo junior, padre del patriota divenne una figura carismatica in seno alla marineria gallicese. Nel 1799, il cardinale Ruffo, attraversando lo Stretto di Messina per accendere la rivolta e incominciare la sua marcia di liberazione del Regno di Napoli, gli sequestrò un bastimento a tre alberi con il nome di Santa Maria di Porto Salvo, del valore di ottocento ducati; sono periodici e documentati i viaggi che dal 1827 al 1844 padron Paolo effettuò per Trieste trasportando vari generi di prodotti del nostro territorio, con il suo brigantino napoletano “Il Valente”.
Quando anche suo figlio Natale e il suo caro amico Paolo Gaetano, nel 1823 erano in procinto di effettuare un viaggio già programmato per trasportare olio a Trieste, e non intendevano attendere l’esito del sorteggio dal quale avrebbero potuto essere prescelti a fare il servizio militare, si fece garante per essi. Certamente padron Paolo, che fu anche per un breve periodo componente del consiglio comunale di Gallico, trasmise ai figli oltre alla professione di marittimo anche una certa passione civile. La sorella Antonina, suora secolare con il nome di Suor Angela Maria Crocifissa svolse per vari anni l’attività di maestra elementare a Siderno, dove alto era il tasso di analfabetismo. Le idee liberali di G. Cimato furono condivise anche da un suo cugino omonimo, che nascose nella sua casa a Reggio Antonino Gerace di Campo Calabro braccato dalla polizia borbonica e che aiutò a espatriare, servendosi di uno stratagemma, su di una nave in partenza da Messina diretta a Costantinopoli. 

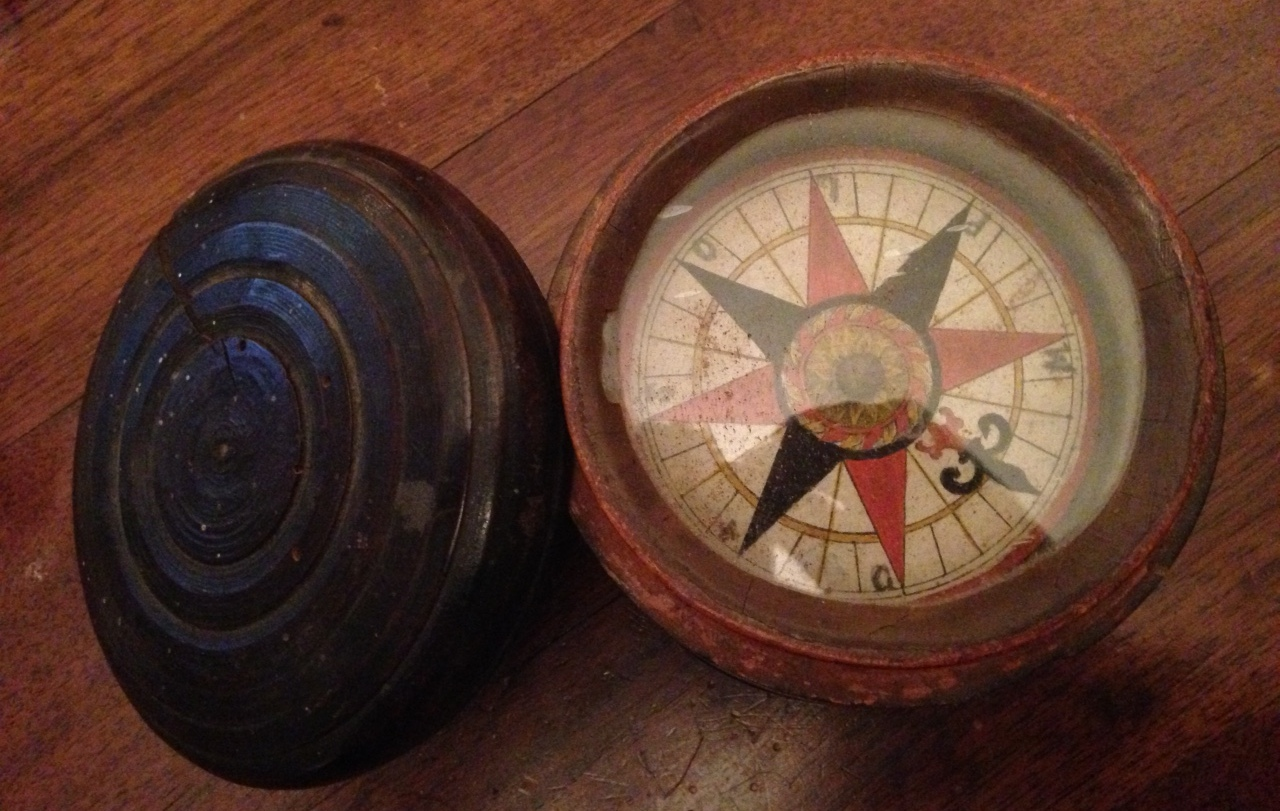
Bussola appartenuta a Giuseppe Cimato

Giuseppe Cimato, affascinato dalle idee liberali, s’iscrisse alla “Giovine Italia” e per sfuggire alle persecuzioni della polizia borbonica, si trasferì a Siderno, dove il 13 giugno 1838, si unì in matrimonio con Concetta Romeo di Francesco, degna compagna della sua vita. Intorno al 1834, è assegnatario di suolo comunale alla Marina di Siderno, “per uso di fabbriche” cioè di edifici. Animatore delle congiure contro il Borbone, G. Cimato seppe affrontare con temerarietà i più gravi pericoli, specialmente per le corrispondenze con i compagni in esilio a Malta, Cipro, in Grecia e sulle Coste del mare Adriatico, che egli mantenne mediante viaggi effettuati con i propri bastimenti a vela. Sopportò continue denunce, perquisizioni domiciliari persino sulle navi da lui comandate.

### Partecipazione alla rivolta del 1847, arresto e capi di imputazione
Insieme con i suoi compagni di fede, Michele Bello, Pietro Mazzoni, Gaetano Ruffo, Domenico Salvadori, e Rocco Verduci, fu uno dei capi della rivolta che scoppiò il 3 settembre 1847 nel Distretto di Gerace e che ebbe inizio a Bianco. Tra i paesi interessati dal moto insurrezionale, ci fu anche la Marina di Siderno, dove gli insorti giunsero domenica 5 settembre 1847. La sera di quello stesso giorno, Michele Bello e gli altri capi della rivolta, prepararono la marcia del giorno dopo verso la Siderno collinare. Il moto fallì, il Cimato fu arrestato l’8 settembre 1847 e compromesso assieme a Bello, Mazzoni, Ruffo, Salvadori, Verduci, i cinque martiri di Gerace. Il patriota fu rinchiuso nelle carceri di Gerace e sottoposto a continue torture. Tra i capi d’imputazione a suo carico così si legge: ”Dopo cinque ore della notte del detto giorno cinque i sediziosi G. Cimato e P. Scozzafave, unitamente ad altri di Roccella batterono e infransero lo stemma reale che era affisso sull’arco della porta d’ingresso del botteghino dei generi di privativa della suddetta Marina di Siderno”, Cimato appena cadde lo stemma disse così: ”Questa cazza ancora qui è” e menando il piede sul detto stemma intesi il rumore della rottura dello stemma medesimo” (testimonianza di Francesco Misuraca di Domenico di anni ventisette). Domenico Misuraca, titolare del suddetto botteghino dichiarò tra l’altro che G. Cimato e P. Scozzafave: “ …pesarono tutti i generi di privativa che avea nel botteghino e Scozzafave scrisse la nota e mi ordinarono in nome di loro capi vendere i generi medesimi a metà prezzo”. La privativa fiscale che il Cimato e i suoi compagni voleva abolire era innanzitutto il sale sottoposto a incresciose imposte regie. La cristallizzazione del sale marino era vietata alle popolazioni litoranee, il sale era estratto dalle saline di Barletta e di Trapani. L’acqua di mare che poteva essere prelevata solo se destinata a particolari bisogni, medici in particolare, non poteva essere trasportata nelle zone interne. Domenico Misuraca confermò anche l’avvenuto abbattimento e infrangimento dello stemma reale dalla porta del suo botteghino ma dichiarò di non conoscere il responsabile dell’accaduto. Fu chiamato a deporre anche Michele Di Bianco di anni ventuno di Maiori il quale nell’udienza del ventitré settembre raccontò dell’avvenuto infrangimento dello stemma reale ma comunicò anche altre informazioni riguardanti ciò che avvenne la notte tra il cinque e il sei settembre allorché: ”…vennero sul paranzello, Giuseppe Cimato in compagnia di un giovane dell’età di circa ventisei anni che avea la barba tutta lunga, ed alle rivolte della giubba, cioè il collaretto e le volte del petto della giubba stessa, guarnite di pelle nera di agnello ed altri sei sediziosi che vollero da mio padre tutte le armi che giusto il permesso della polizia potevamo tenere sulla barca cioè sciable e sette fucili”.  Il Cimato rilasciò al padre del suddetto testimone il “Ricevo” delle armi prese, firmato da Rocco Verduci, Michele Bello e altri. Nei tre giorni della rivolta, non una goccia di sangue fu versata. Michele Bello aveva catturato e i rivoltosi tenevano prigioniero il sottintendente Bonafede, un poliziotto di basso profilo, vendicativo, al quale fu risparmiato ogni trattamento violento. I liberali calabresi lo avevano in odio perché non solo era ritenuto il responsabile della fucilazione dei fratelli Bandiera, ma a maggior onta, tratteneva, di questi, il loro cane e il “due botte”,  in qualche occasione dovette intervenire Michele Bello personalmente per evitare che al sottintendente capitasse il peggio. La banda dei rivoltosi non reclamava altro che la concessione della costituzione e leggi democratiche, con modi e forme pacifiche. La testimonianza di Raffaele Cilento di Vico Equense confermò ancora che tra gli individui della marina di Siderno che seguirono la banda rivoltosa vi era “ Giuseppe Cimato di Gallico”.  G. Cimato era un convinto liberale, aveva molta energia, era pieno di coraggio ma era impulsivo e talvolta manesco. Il 30 settembre 1847, il cancelliere di Siderno Agostino Boccafurni, riguardo ai suoi precedenti penali così scriveva: ”Si certifica da me sottoscritto cancelliere della Regia giustizia del circondario di Siderno qualmente avendo perquisiti i registri penali sistenti nell’archivio di questa cancelleria, ho ritrovato la seguente imputazione sul conto di D. Giuseppe Cimato di Gallico, domiciliato nella Marina di Siderno, cioè : a n° 143 del registro de delitti a 23 settembre 1844 imputato di percosse pericolose di vita per gli accidenti, in persona di Tommaso Rossano. A 26 dicembre 1844 fu condannato dalla giustizia correzionale di Siderno a carlini 29 di ammenda a favore del reale tesoro. Oltre l’imputazione che emerge nel presente processo”. Il 1º ottobre 1847, il regio giudice, Giuseppe Luvarà, redasse un elenco delle persone di Siderno che fecero parte della banda rivoltosa e che in quella data si trovavano in carcere. Il Cimato è inserito in questo elenco con l’accusa di essere stato: ”Parte della banda, quartieremastro della stessa e batté lo stemma reale, arrestato”.

### Comportamento durante la carcerazione
In carcere, ai suoi aguzzini, così rispondeva con grande coraggio, quando lo invitavano a piegarsi: ”La vostra forza bruta, che è quella stessa del vile maramaldo e di cui si adorna il vostro re, mi sprona alla maggiore resistenza. Potrete uccidermi, ma non potrete mai distruggere la mia idea, per la quale ho sfidato e sfido la morte”. Condannato anche lui a morte e sollecitato dal vescovo di Gerace, Mons. Perrone, che era stato incaricato dal sottintendente Bonafede, di chiedere la grazia al re, G. Cimato rispose sdegnosamente: ”…che il suo ideale lo aveva tanto innalzato che abbassarsi al re, alla “negazione di Dio” (espressione usata da Gladstone in una lettera indirizzata a Lord Aberdeen dopo una visita effettuata nelle carceri del Regno delle due Sicilie), sarebbe lo stresso che precipitare nel fango, G. Cimato conosce la via del dovere e dell’onore, non quello della viltà”. Il processo si allungò un paio di mesi fin quando l’azione penale nei suoi confronti: ”…dichiaravasi abolita stante la reale indulgenza del 23 gennaio 1848”, con la quale il re Ferdinando II di Borbone, concesse la grazia. Tale atto di clemenza fu dettato dal timore che scoppiasse una rivolta popolare per la fucilazione, avvenuta qualche tempo prima, di Michele Bello e dei suoi compagni. Ritornato in libertà, G. Cimato affrontò e bastonò il capo urbano del tempo e si diede poi alla latitanza trovando rifugio nelle montagne o nella torre medievale esistente in Siderno Marina. Intanto il re Ferdinando II, sul finire del 1848 revocò la costituzione che pochi mesi prima aveva concesso. La situazione politica a Siderno continuò a essere tesa perché nell’ottobre del 1850 vi furono nuove persecuzioni politiche e nuovi arresti. Il Cimato, compare in uno: ”Stato nominativo degli imputati politici che sono in carcere e fuori carcere. Reggio lì 6 ottobre del 1850”. Nelle osservazioni è definito “AVVERSO AL GOVERNO”.  È nuovamente arrestato e processato per fatti avvenuti in Ardore. Ritornato in libertà e costretto a rimanere a Siderno subì un tracollo finanziario. Nel 1852 lo troviamo inserito nelle liste degli eleggibili alle cariche comunali del comune di Siderno. Ancora nello stesso anno è tra i proprietari che controfirmano quattro domande all’intendente della Calabria Ulteriore Prima di Reggio C., con le quali si chiedeva l’elevazione della Marina di Siderno a Comune autonomo. Richiesta che fu rinnovata il 25 luglio 1866; anche quella del 12 marzo 1868 era controfirmata dal Cimato.

### I figli Paolo e Natale, garibaldini

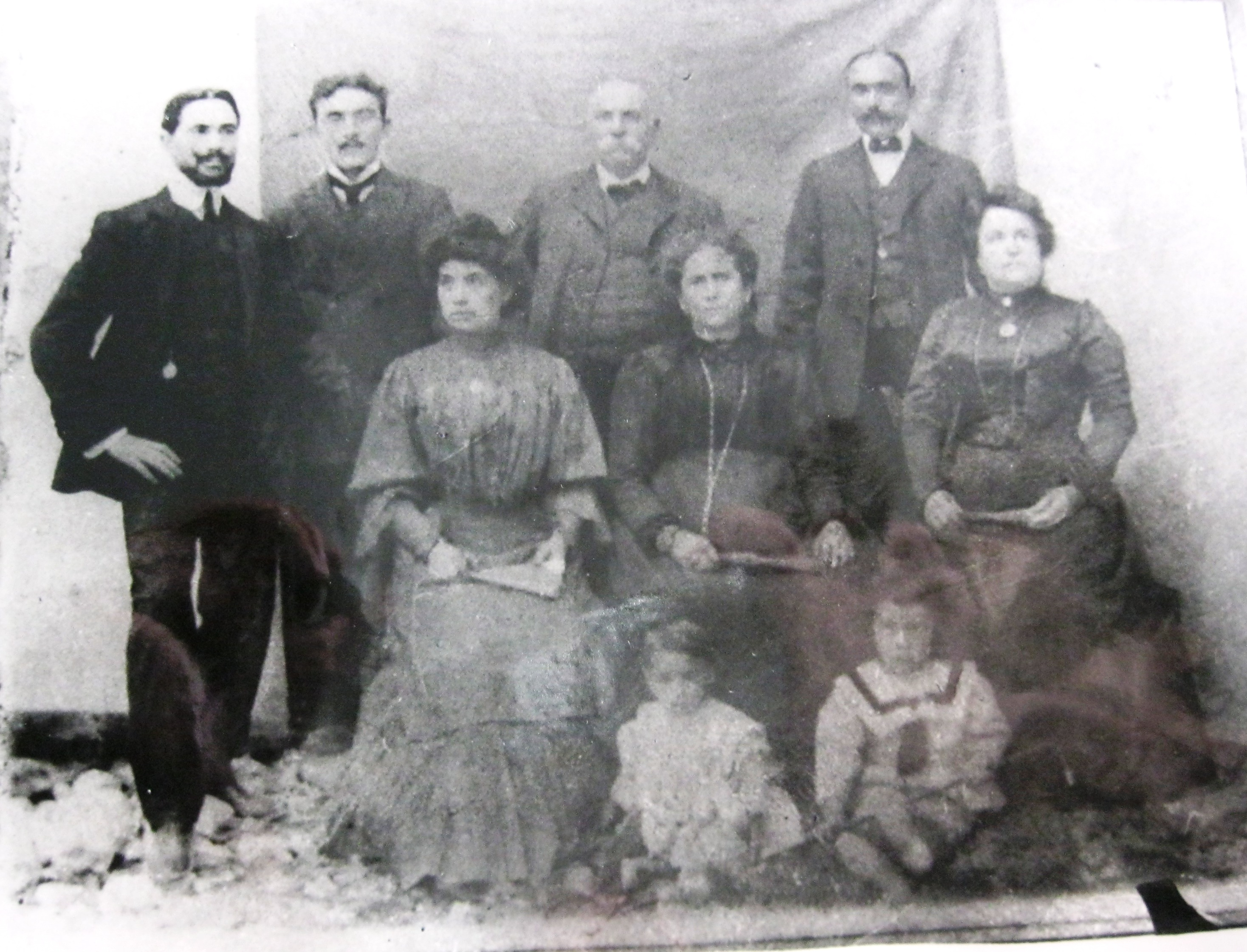
Antonino Cimato al centro con la famiglia

Nel 1860 mandò i figli Paolo, ventuno anni e Natale, di diciotto, incontro a Garibaldi, che con i suoi mille garibaldini era sbarcato a Melito P.S. Paolo e Natale Cimato parteciparono alla presa di Reggio e furono tra quei ardimentosi che tentarono la scalata del castello dove si erano asserragliati i Borbonici. Garibaldi nominò Paolo Cimato, nell’Aspromonte, suo ufficiale, entrambi i fratelli appartennero alla divisione 17° Medici, 5ª brigata Musolino, 2º battaglione calabro-siculo, Paolo con il grado di caporale e Natale con quello di soldato. Sconosciuta, al momento, la fine che hanno fatto. In un atto notarile del 1887 rogato dal notaio Albanese di Siderno, riguardante la divisione dell’eredità della madre, Concetta Romeo, tra le parti costituite non figurano Paolo e Natale, nemmeno per procura; la circostanza indica che indubbiamente, già in quell’anno i due fratelli erano già morti, forse nel corso di qualche battaglia combattuta al seguito di Garibaldi. G. Cimato fu di animo generoso e nobile e risparmiò sempre i suoi nemici che lo avevano spiato e denunciato. Ospitò nella sua casa i bersaglieri e nonostante le sue condizioni di salute abbastanza critiche per le persecuzioni subite guidò la spedizione contro i briganti borbonici che terrorizzavano il territorio di Martone, scampando miracolosamente. A Giovanni Nicotera, ministro dell’interno del governo Depretis, che gli voleva concedere un assegno vitalizio per le benemerenze riconosciute, G. Cimato dice la monografia sul patriota sidernese pubblicata dallo: ”Studio araldico di Genova”, non potendo scrivere di proprio pugno, perché divenuto paralitico, fece rispondere in suo nome dal figlio Antonino, e inviare una lettera tramite il più piccolo dei suoi figli, Leopoldo, segretario particolare del ministro Nicotera, che:
” Nessuna ricompensa è dovuta ad un cittadino, seppur vecchio ed invalido che ha offerto la vita sua e dei suoi figli per l’unità della patria diletta”.
Sta in queste nobili parole tutta la grandezza di G. Cimato il quale ebbe a cuore solo il bene comune e quando vide che il suo ideale si era realizzato non esitò a tornare alla vita normale. Impoverito economicamente (non rimase padrone nemmeno della casa dove abitava a Siderno) visse dignitosamente gli ultimi anni della sua vita finché minato nella salute morì il 9 agosto 1897 nella sua casa di Siderno Marina in via G. Mazzini, che dal 1961 è intitolata al suo nome, dove unitamente ai cinque martiri di Gerace e a tanti altri compagni cospirò contro il Borbone. Fu sepolto nel cimitero di Siderno. Sulla lapide posta sulla sua tomba così si legge:

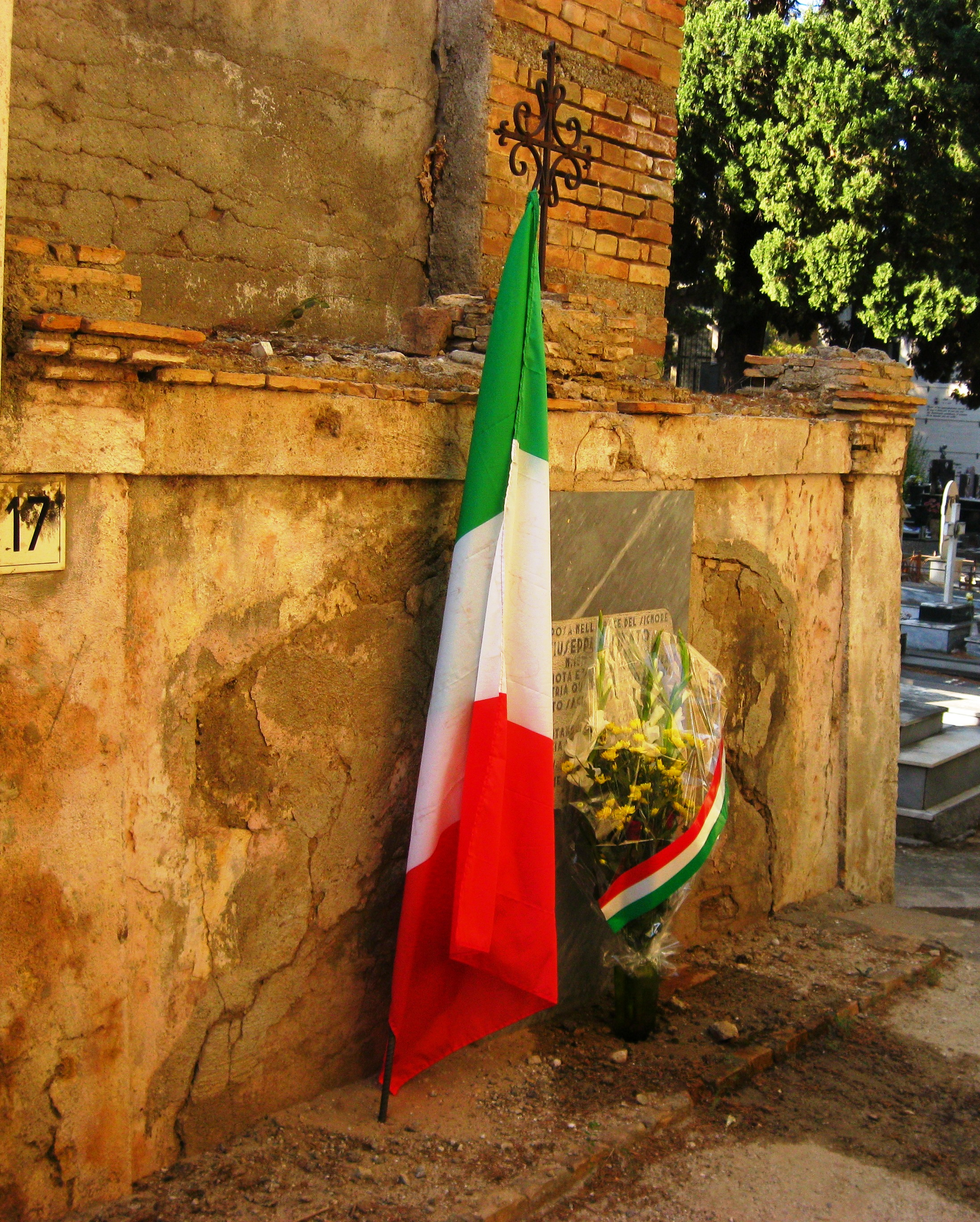
Tomba di Giuseppe Cimato nel cimitero di Siderno Superiore

“Qui riposa nella pace del Signore                                                                                                                                                        

Giuseppe Cimato 1812-1897 

Grande patriota e padre di eroici garibaldini 

Amò la patria quanto la propria famiglia 

E tutto sacrificò per la causa dell’indipendenza 

Rifiutando onori e compensi”.
Giuseppe Cimato ha onorato la marineria gallicese da capitano marittimo e ha testimoniato con convinzione e a costo di grandi sacrifici, i più alti ideali; egli rimane vicino a quanti ancora oggi, in questo nostro povero territorio combattono con lo stesso coraggio, talvolta contro gli stessi nemici di allora.

### Archivi
- Archivio di stato di Torino
- Archivio di stato di Napoli.
- Archivio di Stato di Reggio Calabria. .
- Archivio di Stato, Reggio C. sez. Locri.
- Archivio parrocchiale Campo Calabro.
- Comune di Siderno-Delibera del 26.4.1877- delibera n. 95 del 27.7.1961.

### Biblioteche
- Biblioteca Comunale “Pietro De Nava di Reggio Calabria.

### Libri
1. Cataldo Vincenzo – Cospirazioni, economia, e società, Arti grafiche, Ardore M., 2000
2. Malafarina Luigi – Siderno, Frama sud, Chiaravalle C.le, 1973.
3. Romeo Domenico – Storia di Siderno, dall’eversione della feudalità all’avvento del fascismo, Arti grafiche, Ardore M., 1999.
4. Nino Tripodi – I fratelli Geraci nel Risorgimento italiano, Edizioni Museo di Reggio C. 1930.
5. Vento Luigi – Siderno 1861-1918. Cicli amministrativi, vicende, personaggi. Vol.I°, Grafiche Messaggero, Padova, 1988.

LEGENDA
AST Archivio di stato di Torino.
ASNA Archivio di stato di Napoli.
ASRC Archivio di stato di Reggio Calabria
APCC Archivio parrocchiale Campo Calabro